# 크라판섬

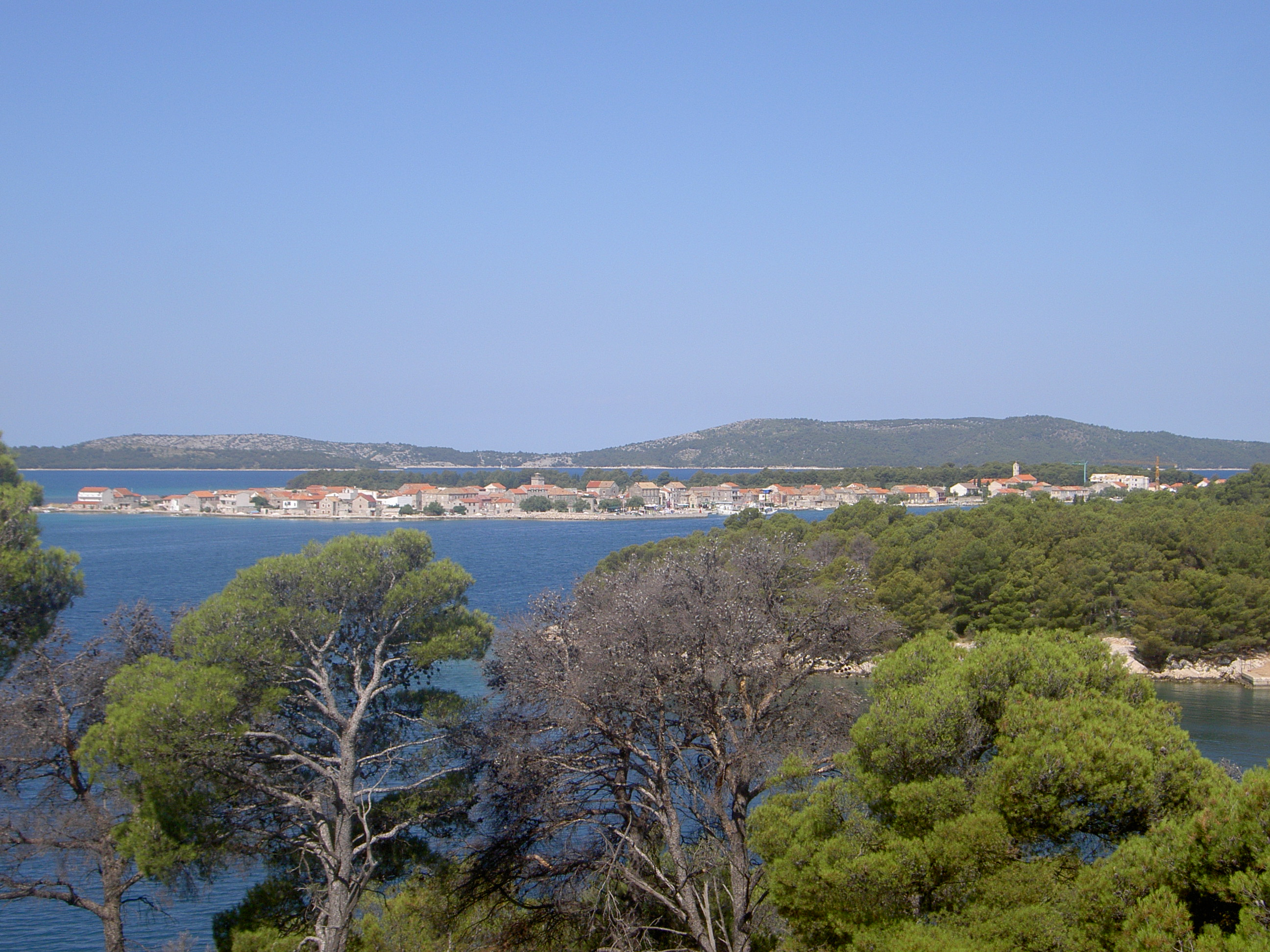
크라판섬

크라판섬(크로아티아어: Krapanj)은 아드리아해에 위치한 크로아티아의 섬으로 면적은 0.36km2, 높이는 1.5m, 인구는 237명(2011년 기준), 인구 밀도는 658명/km2이다. 행정 구역상으로는 시베니크크닌주에 속하며 달마티아 중부에 위치한다. 섬의 특산품으로는 포도주, 올리브유, 증류주 라키야, 해삼 등이 있다.

## 같이 보기
- 시베니크
- 즐라린섬
- 달마티아
- 아드리아해
- 크로아티아